# Zhovtyi Iar
Zhovtyi Iar (ucraniano: Жовтий Яр) es una localidad del Raión de Bilhorod-Dnistrovskyi en el Óblast de Odesa de Ucrania. Según el censo de 2001, tiene una población de 772 habitantes.